# Sacha Distel
Sacha Distel, nome d'arte di Alexandre Distel (Parigi, 29 gennaio 1933 – Rayol-Canadel-sur-Mer, 22 luglio 2004), è stato un cantante, chitarrista, compositore, attore francese. È stato uno degli artisti francesi di maggiore rinomanza internazionale, apprezzato in tutto il mondo per le sue qualità di cantante, chitarrista di jazz e showman televisivo - ha condotto anche uno show negli Stati Uniti.

## Biografia
Era il figlio di  Lionia "Léonide" Distel (1894-1970), pianista nativo di Odessa, di origine turca, arrivato in Francia nel 1917, ai tempi della rivoluzione russa, raggiungendo il fratello impiegato in una fabbrica chimica, che in seguito emigrò in Messico, mentre lui divenne studente di ingegneria chimica prima e poi proprietario di due negozi di elettrodomestici, e Andrée Ventura (1902-1965), di origine ebraica.
Chitarrista di talento, iniziò diciassettenne la sua carriera nella formazione dello zio, il compositore e direttore d'orchestra Ray Ventura.
Nei primi anni cinquanta si trasferì per qualche tempo negli Stati Uniti, dove ebbe modo di conoscere e lavorare con jazzisti come Dizzy Gillespie, Tony Bennett, Quincy Jones.
Il debutto come cantante avvenne nel 1958 e il successo arrivò nello stesso anno, grazie alla canzone Scoubidou, des pommes... des poires, che interpretò per la prima volta al Casinò di Algeri e lo lanciò a livello internazionale.
In Italia fu ospite di molte trasmissioni televisive e partecipò al Festival di Sanremo 1968, cantando il brano No amore in abbinamento con Giuni Russo (al suo debutto con il nome di Giusy Romeo). Come tanti altri colleghi suoi connazionali, infatti, Distel aveva raggiunto una certa popolarità che lo portò ad incidere anche alcuni dischi in lingua italiana: si ricordano, tra gli altri, Non so più che santo pregare, Un grosso scandalo (già conosciuta peraltro in una versione di Dalida), Quando sento le chitarre, ma soprattutto La quadriglia, che fu sigla del programma televisivo Settevoci. Altri 45 giri inciderà fino alla fine degli anni '60 tra i quali Signor Cannibale (versione italiana di Monsieur Cannibale, uno dei suoi maggiori successi in patria d'oltralpe) e Gocce di pioggia su di me (cover della hit Raindrops Keep Fallin' on My Head del compositore Burt Bacharach). Tornò in Italia all'alba degli anni '80 con alcune canzoni destinate per lo più a un pubblico di bambini: un paio di singoli come La nave bianca e Perbacco disse bacco vennero presentati anche in alcuni show televisivi come Popcorn e Patatrac, ma non ottennero il successo sperato.
Ancora negli anni '80 tornò a far parlare di sé anche a causa di un grave incidente d'auto occorsogli insieme all'attrice Chantal Nobel, che rimase gravemente ferita.
Distel registrò come cantante più di 200 canzoni e fu anche un compositore di colonne sonore.
"Sacha Distel è stato una delle figure più grandi della canzone francese" dichiarò il Presidente francese Jacques Chirac il giorno della sua scomparsa.

### Vita privata
Dal 1958 al 1959 ebbe una love story con l'attrice Brigitte Bardot, seguita attentamente dalla stampa scandalistica e che contribuì a lanciarlo nel mondo della musica.. Nel 1963 si sposò con la sciatrice francese Francine Bréaud.

## Filmografia parziale

Sacha Distel fotografato con Gerry Bruno

- Femmes de Paris (1953, non accreditato)
- Les mordus (1960)
- Zazie nel metró (1960, non accreditato, cameo)
- Le piace Brahms? (1961, non accreditato)
- La pappa reale (1964)
- Viale della canzone (1965)
- Senza movente (Sans mobile apparent), regia di Philippe Labro (1971)
- Anneliese Rothenberger gibt sich die Ehre (1975, televisione)
- Appartamento per due (1997, episodio Le play man)

## Discografia parziale

### Album
- 1956 Jazz d'aujourd'hui (Versailles, STD 2010)
- 1957 Afternoon in Paris (Versailles, MEDX 12005), con John Lewis
- 1957 Sacha Distel chante (Versailles, STD 2015)
- 1959 Gigi (Philips, B 76.461 R), con Maurice Chevalier, Marie France "Gigi" e Jane Marken
- 1959 Sacha Distel en personne (Philips, B 76 469 R)
- 1959 Danse party chez Sacha Distel (Philips, P 77.139 L)
- 1960 Sacha (Philips, B 76.501 R)
- 1961 Sacha Distel (Philips, B 76.514 R)
- 1961 Everybody Loves the Lover (Philips, BBL 7490)
- 1962 Sacha Distel (RCA Victor, LCP-1059)
- 1962 From Paris with Love (RCA Victor, LPM 2611)
- 1963 Sacha Distel à l'Olympia (RCA Victor, LCP-1064)
- 1963 Las chicas... las quiero a todas (RCA Victor, AVL-3476), uscito in Uruguay
- 1963 Les filles... moi j'aime ça! (RCA International, FSP-111), uscito negli Stati Uniti d'America
- 1963 Salut les copains (Polydor, 237647), uscito in Germania
- 1964 Der vagabund aus Paris (Polydor, 46 791), uscito in Germania
- 1964 chacun garde dans son coeur... (RCA Victor, 431.007 S)
- 1965 Sacha Distel (RCA Victor, 431.001)
- 1965 Sacha Distel (RCA Victor, 430.142 S)
- 1966 Sacha Show (La Voix de son Maître, FELP 306)
- 1966 Sacha Distel (Pathé, MTX 127)
- 1967 Sacha Distel (La Voz de su Amo, LCLP 1.445), uscito in Spagna
- 1968 Sacha Show (Odeon, MT-1134), uscito in Venezuela
- 1968 Sacha Distel (Fermata, FB-213), uscito in Brasile
- 1968 Noël (La Voix de son Maître, CFELP 1340)
- 1968 L'oncendie à Rio (Pathé, SPAM 67.237), uscito in Canada
- 1969 Quand on s'est connu (Philips, 7177 015)